# 胡利亚纳共和国
胡利亚纳共和国（葡萄牙語：República Juliana），又称卡塔琳娜共和国（República Catarinense），全称自由和独立的卡塔琳娜共和国（República Catarinense Livre e Independente），是一个革命共和国，存在于1839年7月29日—11月15日，位于巴西帝国圣卡塔琳娜省。该国是受毗邻的南里奥格兰德省的破衫汉战争的影响而产生的，当时在南里奥格兰德省已经建立里奥-格兰德共和国。